# Marie Anne Fliegel
Marie Anne Fliegel (* 6. April 1940 in Lübzin, Landkreis Güstrow, Land Mecklenburg) ist eine deutsche Schauspielerin und Hörspielsprecherin. Seit 1965 stand sie in über 90 Film- und Fernsehproduktionen vor der Kamera und wirkte in etlichen Theaterinszenierungen mit.

## Leben
Marie Anne Fliegel wurde 1940 in Lübzin (Mecklenburg) geboren und verbrachte ihre Kindheit und Jugend in Rostock. Im Alter von 14 Jahren erwuchs ihr Wunsch Schauspielerin zu werden, nachdem sie einige Filme mit Marika Rökk gesehen hatte. Ihre Schauspielausbildung absolvierte sie von 1960 bis 1963 an der Hochschule für Schauspielkunst „Ernst Busch“ Berlin.
Fliegel lebt in Halle (Saale).

## Karriere

### Theater
Ihr Bühnendebüt gab Fliegel 1963. Ihre ersten Engagements führten sie an das Theater Görlitz und das Theater Gera. In den 1970er Jahren war sie am Landestheater Halle engagiert, wo sie unter anderem in dem von Peter Kupke inszenierten Stück Der Hofmeister von Jakob Michael Reinhold Lenz die Majorin spielte. Von 1981 bis 2005 gehörte sie während der Intendanz von Peter Sodann zum festen Ensemble am neuen theater (nt) in Halle (Saale), wo vor allem ihre Darstellung in Peter Hacks’ Monodrama Ein Gespräch im Hause Stein über den abwesenden Herrn von Goethe positiv von Kritikern aufgenommen wurde. Als Theaterschauspielerin interpretierte Fliegel ein breites Repertoire, das Stücke von William Shakespeare, die deutschen Autoren der Klassik und Romantik, das Theater der Jahrhundertwende, aber auch Stücke der Moderne und des zeitgenössischen Theaters umfasste.

### Film, Fernsehen und Hörspiel
1960 gab Fliegel in einer Nebenrolle einer jungen Frau eines Breitschultrigen in dem Zweiteiler Die Mutter und das Schweigen unter der Regie von Wolfgang Luderer ihr Filmdebüt. Es folgten in den 1960er und 1970er Jahren mehrere kleinere ähnlich gelagerte Rollen bei der DEFA und des DFF, wie als Brigadierin in Horst Seemanns Filmdrama Zeit zu leben (1969) oder als Arbeiterin in Manfred Wekwerths Zweiteiler Zement (1973), der auf dem gleichnamigen Roman von Fjodor Gladkow basiert. In Egon Schlegels Jugendfilm Max und siebeneinhalb Jungen (1980) bildete sie zusammen mit Wolfgang Winkler das Elternpaar von Cornelia. Daneben war sie in mehreren Produktionen des Fernsehtheaters Moritzburg zu sehen, etwa in Angelo Beolcos Ruzante (1967), Alexander Kents (s. i. Douglas Reeman) Die Überwindung (1969), Laszlo Tabis Nacht der Geheimnisse (1973), Emil Braginskijs Kollegen (1975), Sean O’Caseys Bedtime Story (1975) und Ödön von Horváths Geschichten aus dem Wienerwald (1978).
Im wiedervereinigten Deutschland konnte Fliegel nahtlos an ihre Laufbahn in der DDR anknüpfen. Sie war unter anderem in Frank Beyers Filmproduktionen Der Verdacht (1991) sowie Nikolaikirche (1995), als Ärztin in Urs Odermatts Drama Zerrissene Herzen (1996), in der Rolle der Lisbeth in Thomas Freundners dokumentarischen Drama Tage des Sturms (2003), das die Stunden vor dem Aufstand vom 17. Juni 1953 nachzeichnet, Pfefferkorn und 2005 in Tomy Wigands Kriminalkomödie Polly Blue Eyes (2005) als Pollys Vermieterin zu sehen. In dem deutsch-US-amerikanischen Kinofilm Der Vorleser spielte sie 2008 in einer Nebenrolle die Nachbarin der von Kate Winslet dargestellten Protagonistin Hanna Schmitz. Ihre Darstellung der Heimleiterin Elisabeth in Dror Zahavis Fernsehdrama Und alle haben geschwiegen (2012) brachte ihr im Jahr 2013 eine Nominierung als „Beste Schauspielerin in einer Nebenrolle“ durch die Deutsche Akademie für Fernsehen ein. Zahavi besetzte sie auch in seinem Zweiteiler Familie! (2016) an der Seite von Iris Berben und Jürgen Vogel als Alba Behrwaldt. 2017 war sie als Testimonial für IKEA zu sehen. 2021 verkörperte sie in dem historischen Doku-Drama Kaiserspiel – Bismarcks Reichsgründung in Versailles die Rolle der Eugénie de Montijo, die Ehefrau Napoleons III. und die letzte Monarchin Frankreichs. Alex Schmidt besetzte sie neben Henriette Richter-Röhl, Leonard Lansink und Birge Schade in deren Weihnachtsfilm Ich hab den Weihnachtsmann geküsst (2024) als Oma Sophie.
Neben ihrer Mitwirkung in zahlreichen Kino- und Fernsehfilmen übernimmt Fliegel regelmäßig Gastrollen in Fernsehserien und -reihen. Neben zahlreichen Auftritten in populären Krimiserien wie Stubbe – Von Fall zu Fall, Doppelter Einsatz, Das Duo, Mord mit Aussicht, Der Zürich-Krimi oder in den verschiedenen SOKO-Sendeformaten des ZDF sah man sie in Serien wie In aller Freundschaft, St. Angela, Alphateam – Die Lebensretter im OP, Herzkino.Märchen oder der Comedy-Serie jerks. Mehrfach gastierte sie ab 1993 in mehreren Filmen der Krimireihen Polizeiruf 110 und Tatort; in letztgenannter Reihe trat sie wiederholt in verschiedenen Rollen des Ermittlerteams Ehrlicher und Kain auf und stieß in der Rolle der fiesen Großmutter Rita Kelm in dem Neujahrs-Tatort 2025 Der Stelzenmann von Lena Odenthal auf durchwegs positive Kritikerstimmen.
Fliegel spielt auch mehrere feste und wiederkehrende Rollen in Film- und Fernsehreihen. Seit 2017 übernimmt sie in der ARD-Reihe Die Eifelpraxis als frühere Turniertänzerin Martha Böhl die durchgehende Rolle der Mutter des Monschauer Polizisten Volker Böhl (Tom Keune) und der Schwester von Heidelinde Röver (Corinna Kirchhoff). In der Fernsehserie Babylon Berlin, die auf den historischen Kriminalromanen von Volker Kutscher basiert, war sie von 2017 bis 2022 als Vorstandsvorsitzende Annemarie Nyssen des Nyssen-Konzerns, deren Figur an die historische Bertha Krupp angelehnt wurde, zu sehen. Seit 2022 verkörpert sie in der ARD-Fernsehserie Die Kanzlei, nachdem sie zwischen 2009 und 2012 in der Vorserie Der Dicke bereits in drei Folgen zu sehen war, an der Seite von Sabine Postel als dessen Serientochter ihre Mutter und Kanzleiassistentin Marion von Brede und übernahm damit die Nachfolge von Sophie Dal, die bis dato die Assistentin Yasmin Meckel spielte. 2024 spielte sie in der sechsteiligen ZDF-Justizfernsehserie Mandat für Mai die durchgehende Nebenrolle der Babuschka.
Neben ihren Arbeiten am Theater und in Film und Fernsehen spricht Fliegel seit 1969 zahlreiche Hörspiel- und Hörbuchproduktionen ein. Ab 1986 wirkte sie kontinuierlich in zahlreichen Hörspielproduktionen für den Rundfunk der DDR mit, vor allem unter der Regie von Klaus Zippel. Später im wiedervereinigten Deutschland war sie in mehreren Produktionen für den MDR zu hören.

## Filmografie

### Spielfilme
- 1963: Christine
- 1969: Zeit zu leben
- 1970: Cosinus und Glocken (Fernsehtheater Moritzburg; nicht ausgestrahlt)
- 1970: Wer zuletzt lacht ... (Fernsehtheater Moritzburg)
- 1972: Kinder, Kinder ... (Fernsehtheater Moritzburg)
- 1973: Zement (Fernsehzweiteiler)
- 1978: Geschichten aus dem Wiener Wald (Theateraufzeichnung)
- 1980: Max und siebeneinhalb Jungen
- 1982: Urlaub mit Überraschungen (Fernsehtheater Moritzburg)
- 1983: Die Schüsse der Arche Noah
- 1991: Der Verdacht
- 1995: Nikolaikirche
- 1996: Zerrissene Herzen
- 1999: Die Mörderin
- 1999: Helden wie wir
- 2002: Ninas Geschichte
- 2003: Tage des Sturms
- 2004: Die Kinder meiner Braut
- 2004: Die fremde Frau
- 2005: Die schönsten Jahre
- 2005: Polly Blue Eyes
- 2007: Die Frau vom Checkpoint Charlie (Zweiteiler)
- 2007: Der Tod meiner Schwester
- 2008: Ein Teil von mir
- 2008: Der Vorleser
- 2009: Mensch Kotschie
- 2010: Wiedersehen mit einem Fremden
- 2011: Kehrtwende
- 2012: Und alle haben geschwiegen
- 2012: Für Elise
- 2013: Sein größter Trick (Kurzfilm)
- 2014: Toilet Stories
- 2014: Für immer ein Mörder – Der Fall Ritter
- 2015: Willa (Kurzfilm)
- 2016: Familie! (Zweiteiler)
- 2018: Der Richter
- 2018: Aufbruch in die Freiheit
- 2018: Schattengrund – Ein Harz-Thriller
- 2019: Größer als im Fernsehen
- 2020: Vatersland
- 2021: Kaiserspiel – Bismarcks Reichsgründung in Versailles (Dokumentation)
- 2022: Süßer Rausch (Zweiteiler)
- 2024: Ich hab den Weihnachtsmann geküsst

### Fernsehserien und -reihen
- 1993: Polizeiruf 110: In Erinnerung an …
- 1994: Polizeiruf 110: Kiwi und Ratte
- 1994: Tatort: Laura mein Engel
- 1995: Polizeiruf 110: Schwelbrand
- 1995: Polizeiruf 110: Alte Freunde
- 1996: Polizeiruf 110: Gefährliche Küsse
- 1996: Polizeiruf 110: Kleine Dealer, große Träume
- 1998: Polizeiruf 110: Katz und Kater
- 1998: Tatort: Ein Hauch von Hollywood
- 2000: Polizeiruf 110: Böse Wetter
- 2000: Stubbe – Von Fall zu Fall: Blattschuss
- 2000: In aller Freundschaft (Folge Dunkle Geheimnisse)
- 2002: Die Cleveren (Folge Zwillinge)
- 2002: Doppelter Einsatz (Folge Herz der Finsternis)
- 2002: St. Angela (Folge It's Showtime)
- 2003: Alphateam – Die Lebensretter im OP (Folge Mutterliebe)
- 2003: Tatort: Rotkäppchen
- 2004: Das Duo: Falsche Träume
- 2005: Polizeiruf 110: Die Tote aus der Saale
- 2006: Einsatz in Hamburg – Mord auf Rezept
- 2006–2017: SOKO Wismar (verschiedene Rollen, 4 Folgen)
- 2007–2025: SOKO Leipzig (verschiedene Rollen, 5 Folgen)
- 2008–2016: Notruf Hafenkante (Fernsehserie, verschiedene Rollen, 3 Folgen)
- 2009: Inspektor Barbarotti – Mensch ohne Hund
- 2009–2012: Der Dicke (3 Folgen)
- 2010: Mord mit Aussicht (Folge Tödlicher Lehrstoff)
- 2010: Tatort: Schlafende Hunde
- 2011: Tatort: Altes Eisen
- 2011: Tatort: Nasse Sachen
- 2013: Alles Klara (Folge Harzer Blut)
- 2014: Kripo Holstein – Mord und Meer (Folge Bauer sucht Frau)
- 2016: Polizeiruf 110: Der Preis der Freiheit
- 2017–2022: Babylon Berlin (19 Folgen)
- seit 2017: Die Eifelpraxis (als Martha Böhl)
- 2018: Tatort: Meta
- 2018: Tatort: Die robuste Roswita
- 2018: In aller Freundschaft (Folge Nebelschwaden)
- 2018: Herzkino.Märchen – Schneeweißchen und Rosenrot
- 2019: Der Usedom-Krimi: Geisterschiff
- 2019: Tatort: Borowski und das Haus am Meer
- 2020: Tatort: Das fleißige Lieschen
- 2020: Der Zürich-Krimi: Borchert und der fatale Irrtum
- 2021: Tatort: Was wir erben
- seit 2022: Die Kanzlei (Hauptrolle als Marion von Brede)
- 2022: Polizeiruf 110: Abgrund
- 2022: Retoure (Fernsehserie)
- 2024: Mandat für Mai (6 Folgen)
- 2025: Tatort: Der Stelzenmann

## Theater (Auswahl)
- 1981–2005: Neues Theater Halle
  - Federico García Lorca: Bernarda Albas Haus, Regie: Frank Castorf
  - Max Frisch: Andorra, Regie: Urs Odermatt
  - Arthur Miller: Der letzte Yankee, Regie: Peter Sodann
  - Heinrich von Kleist: Das Käthchen von Heilbronn, Regie: Vadim Glowna
  - William Shakespeare: Richard III., Regie: Manfred Wekwerth
  - Bertolt Brecht: Der gute Mensch von Sezuan, Regie: Axel Richter
  - Bengt Ahlfors: Asche und Aquavit, Regie: Andreas Knaup
  - Joseph Kesselring: Arsen und Spitzenhäubchen, Regie: Christian Weise
  - Franz Wittenbrink: Sekretärinnen, Regie: Frider Venus

## Hörspiele (Auswahl)
- 1969: Eberhard Fensch: Gepäckfach 19 – Regie: Horst Schönemann (Hörspiel – Rundfunk der DDR)
- 1986: Maja Wiens: Beginn einer Beziehung (Ulrike Rose) – Regie: Walter Niklaus (Hörspiel – Rundfunk der DDR)
- 1987: Maria Börcsök: Ihr seid auch nicht besser (Susi) – Regie: Klaus Zippel (Hörspiel – Rundfunk der DDR)
- 1989: Rita Herbst: Ein Fingerabdruck zu wenig (Rose Mullan) – Regie: Klaus Zippel (Hörspiel – Rundfunk der DDR)
- 1989: Harald Ritter: Endlose Aussicht (Anita Wichert) – Regie: Klaus Zippel (Hörspiel – Rundfunk der DDR)
- 1989: Inge Ristock: Das Largo auf dem Zerrwanst (Karla Wendt) – Regie: Klaus Zippel (Hörspiel – Rundfunk der DDR)
- 1990: Friedel Hohnbaum-Hornschuch: Die Treppe (Mona) – Regie: Klaus Zippel (Hörspiel – Rundfunk der DDR)
- 1993: Karl-Heinrich Bonn: Die lange Nacht von Amorbach (Frau) – Regie: Klaus Zippel (Hörspiel – MDR)
- 1993: George Bernard Shaw: Pygmalion (Mrs. Eynsford-Hill) – Regie: Klaus Zippel (Hörspiel – MDR)
- 1993: Jan Eik: Der Rest ist Schweigen (Penny) – Regie: Bert Bredemeyer (Hörspiel – MDR)
- 1997: Martha Grimes: Inspektor Jury küßt die Muse (Frau) – Regie: Hans Gerd Krogmann (Hörspiel – MDR)
- 2000: Martha Grimes: Inspektor Jury steht im Regen (Mrs. Childress) – Regie: Hans Gerd Krogmann (Hörspiel – MDR)
- 2001: Józef Ignacy Kraszewski: Gräfin Cosel – Bearbeitung und Regie: Walter Niklaus (Hörspiel (5 Teile) – MDR)
- 2009: Michael Schulte: Mendelssohn-Almanach (4. Folge: Besuch beim Geheimrat Goethe (1821)) (1. Hofdame) – Regie: Nikolai von Koslowski (Hörspiel – MDR)